# Монтийе-Карль, Кароль
Кароль Монтийе-Карль (фр. Carole Montillet-Carles, 7 апреля 1973, Изер) — французская горнолыжница, выступавшая за сборную Франции с 1991 по 2006 год. Принимала участие в трёх зимних Олимпийских играх, в 1998 году в Нагано выступила сравнительно неудачно, заняв лишь 14-е место в скоростном спуске и супергиганте. Наиболее успешной для спортсменки оказалась Олимпиада в Солт-Лейк-Сити 2002 года, где она выиграла золотую медаль программы скоростного спуска, почти на пол секунды опередив Изольду Костнер. Победу Монтийе посвятила своей подруге по сборной Франции, трагически погибшей Режин Кавану. Также в 2002 году Монтийе была знаменосцем сборной Франции на церемонии открытия Игр.
В 2006 году в Турине спортсменка не возымела успеха, в соревнованиях по супергиганту приехав 5-й и в скоростном спуске заняв лишь 28-е место. Выступление сопровождалось серьёзными травмами, полученными 13 февраля во время тренировки. Разбившуюся горнолыжницу эвакуировали с помощью вертолёта и доставили в больницу, при этом, несмотря на повреждения, она решила не сниматься с соревнований. На Играх в Турине также была знаменосцем сборной Франции на церемонии закрытия Игр.
Кароль Монтийе-Карль один раз была призёром чемпионата мира, выиграв бронзу в командных состязаниях в Бормио (2005). 25 раз поднималась на подиум различных этапов Кубка мира, восемь раз приезжала первой, восемь раз второй и девять раз третьей. Объявила о завершении спортивной карьеры по окончании сезона 2005/06.

## Выступления на крупнейших соревнованиях

### Зимние Олимпийские игры
| Олимпийские игры    | Скоростной спуск | Супергигант | Гигантский слалом | Слалом | Комбинация | Команды |
| ------------------- | ---------------- | ----------- | ----------------- | ------ | ---------- | ------- |
| 1998 Нагано         | 14               | 14          | —                 | —      | —          | н/д     |
| 2002 Солт-Лейк-Сити | 1                | 7           | 18                | —      | —          | н/д     |
| 2006 Турин          | 28               | 5           | —                 | —      | —          | н/д     |